# 静岡県立朝霧野外活動センター
静岡県立朝霧野外活動センター（しずおかけんりつあさぎりやがいかつどうセンター）は、静岡県富士宮市の朝霧高原にある、主に青少年を対象として建設されたキャンプ施設などからなる総合施設。青少年以外の人たちでも利用は可能である。

## 施設概要
施設は大きく本館棟、体育館棟、キャンプ場の3つに分類することができる。本館棟は宿泊室、研修室、視聴覚室、食堂、広場、風呂、ランドリーなどからなり、体育館棟は体育館、スケートリンク、ネイチャールーム、プラネタリウムなどからなり、キャンプ場はキャンプサイト、キャンプセンター、大営火場、野鳥の池などがある。

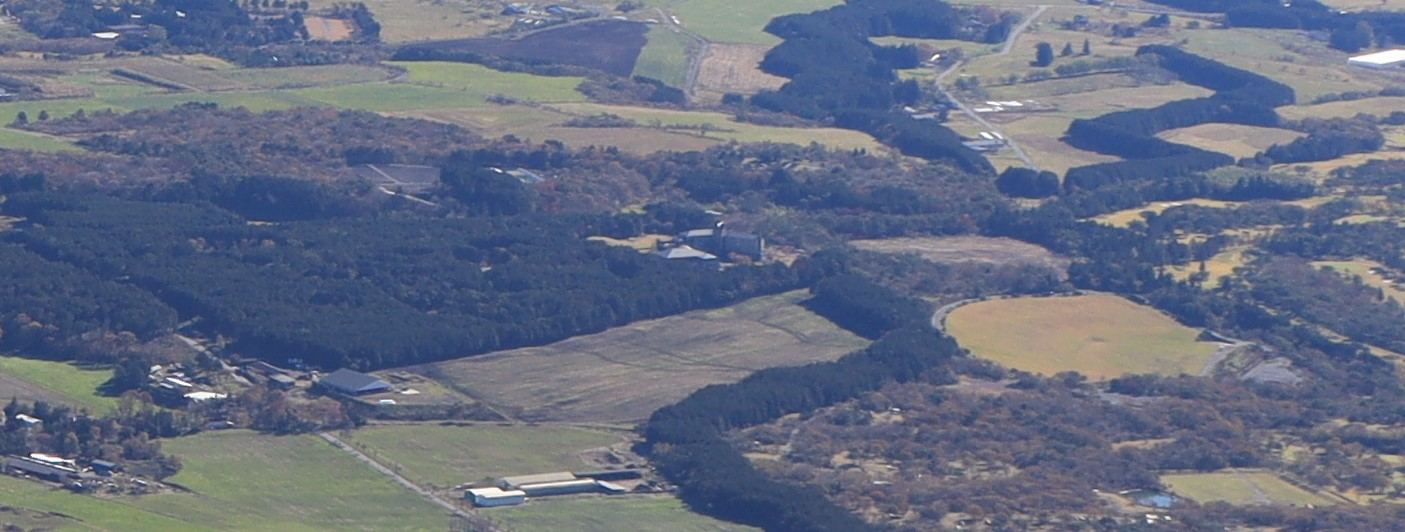
静岡県立朝霧野外活動センターと隣接する朝霧アリーナ（朝霧自然公園）

## 所在地とそのアクセス
- 〒418-0101 静岡県富士宮市根原1番地

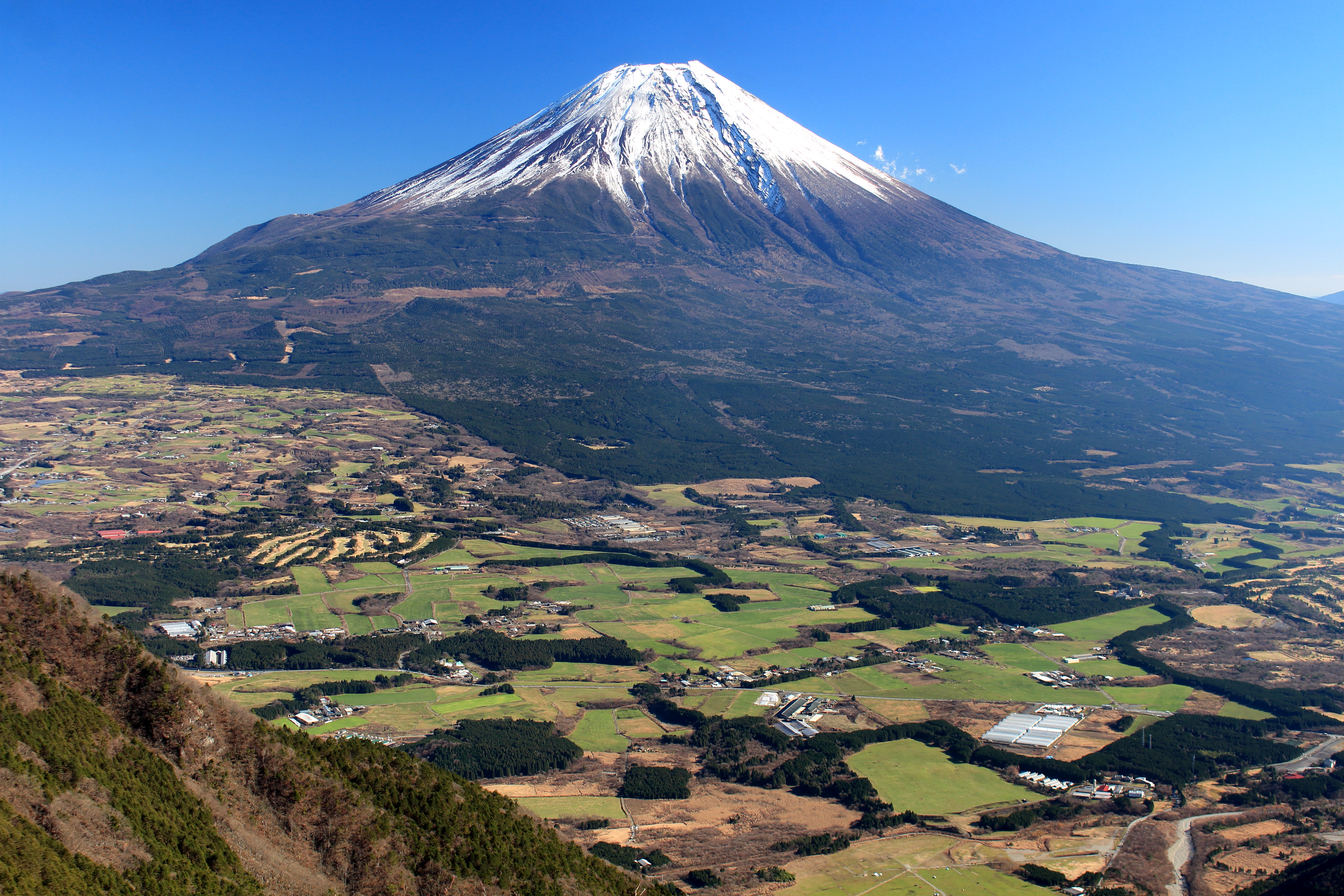
富士山と施設（中央より右下寄り）がある朝霧高原

- 新東名高速道路を新富士ICでおり、西富士道路・国道139号を経由

## 沿革
- 1968年（昭和43年）2月 - 世界ジャンボリーゲストハウスおよび野外活動のための青少年教育施設として建設[1]
- 1969年（昭和44年）
  - 1月 - 初代所長就任
  - 9月27日 - 朝霧野外活動センター落成・開所
- 1971年（昭和46年）8月 - 日本初開催となる第13回世界ジャンボリー開催

## 脚註
1. ↑  “沿革”.   静岡県立朝霧野外活動センター. 2018年4月28日閲覧。